# Ausztria hágóinak listája
Ez a szócikk tartalmazza Ausztria összes, az Alpokban fekvő közúti hágóját.
- Alpl-hágó
- Ammersattel
- Annaberg-hágó
- Arlberg
- Bielerhöhe
- Brenner
- Buchauer
- Dientner
- Faschina
- Feistritzsattel
- Fern
- Filzen
- Flattnitz
- Flexen
- Furka-hágó (Furkajoch)
- Fuscher Törl
- Gaberl-hágó
- Gailberg
- Gerichtsberg
- Gerlos
- Grießen
- Griffener
- Gschütt
- Hahntennjoch
- Hals
- Hebalm
- Hengst
- Hochegger
- Hochrindl
- Hochtannberg
- Hochtor
- Holzleiten
- Iselsberg
- Josefsberg
- Kartitschi-nyereg
- Katschberg-hágó
- Kernhofer Gscheid
- Klammljoch
- Klippitztörl
- Klostertaler-hágó (Klostertaler Gscheid)
- Kreuzberg-nyereg
- Kühtai
- Lahn-hágó (Lahnsattel)
- Loibl
- Naßfeld
- Neumarkter
- Niederalpl
- Norberthöhe
- Obdacher
- Ochsattel
- Pack-hágó (Packsattel)
- Paulitsch
- Perchauer
- Pfaffen-hágó
- Pielachtaler Gscheid
- Plöcken
- Pölshals
- Pötschen
- Präbichl
- Preiner-hágó (Preiner Gscheid)
- Pretal
- Pyhrn-hágó
- Radl
- Radstädter Tauern
- Rechberg
- Rohrer Sattel
- Schaidasattel
- Schober
- Seeberg
- Seefelder Sattel
- Semmering
- Kleiner Semmering
- Soboth
- Staller Sattel
- Steirischer Seeberg
- Sölk
- Thurn
- Timmelsjoch
- Triebener Tauern
- Turrach
- Ursprungpaß
- Wechsel
- Weinebene
- Windische Höhe
- Wurzen
- Zellerrain